# برج قدیمی تلفن استکهلم
برج قدیمی تلفن استکهلم ( سوئدی: Telefontornet) یک سازه فلزی بود که برای اتصال تقریباً ۵۵۰۰ خط تلفن در استکهلم پایتخت سوئد ساخته شد. این برج در سال ۱۸۸۷ میلادی ساخته شد و تا سال ۱۹۱۳ مورد استفاده قرار می‌گرفت. در سال ۱۹۵۲ در اثر آتش سوزی آسیب دید و سال بعد تخریب شد.

## نگارخانه

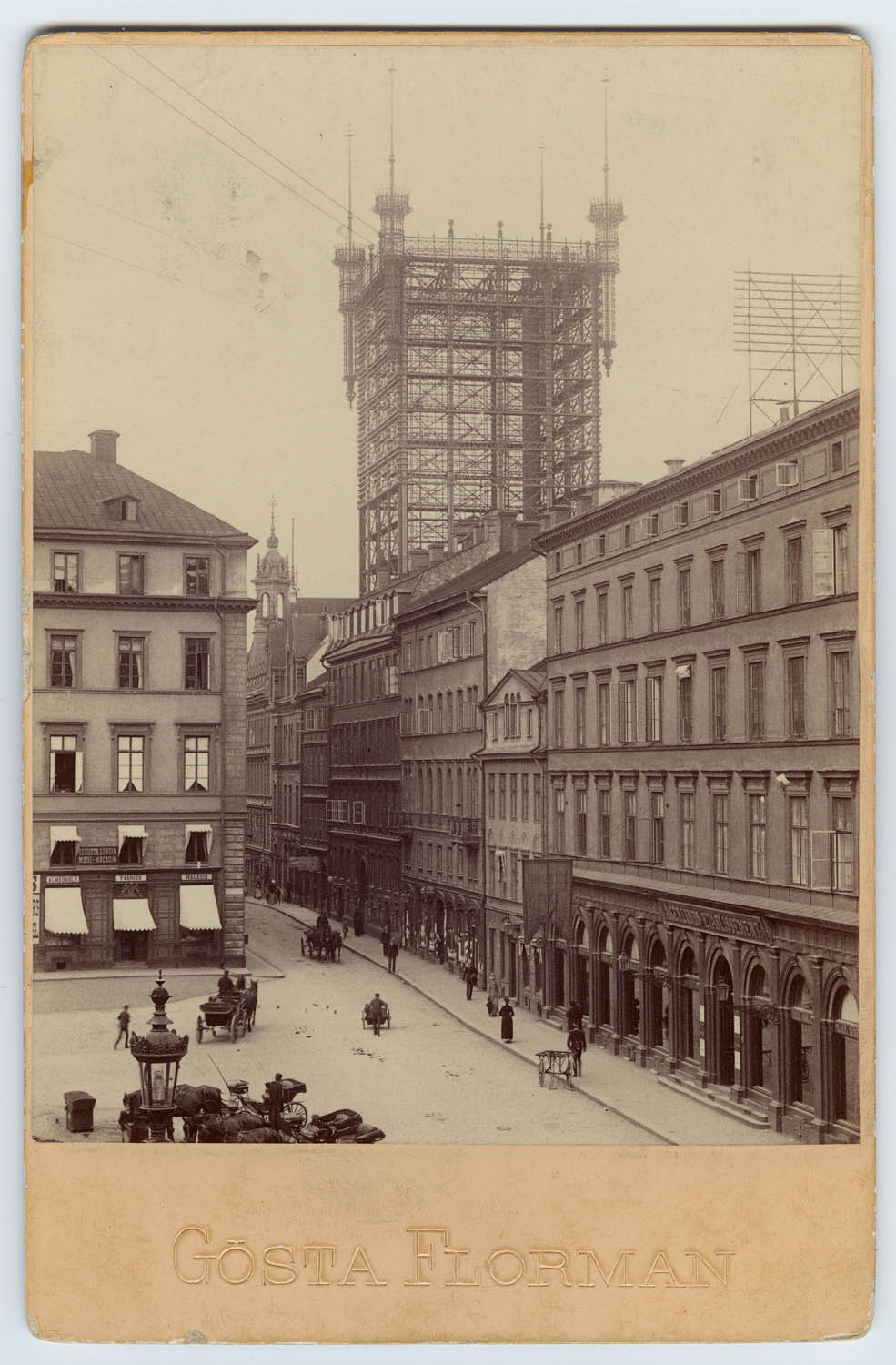
برج تلفن در سال ۱۸۹۱ میلادی
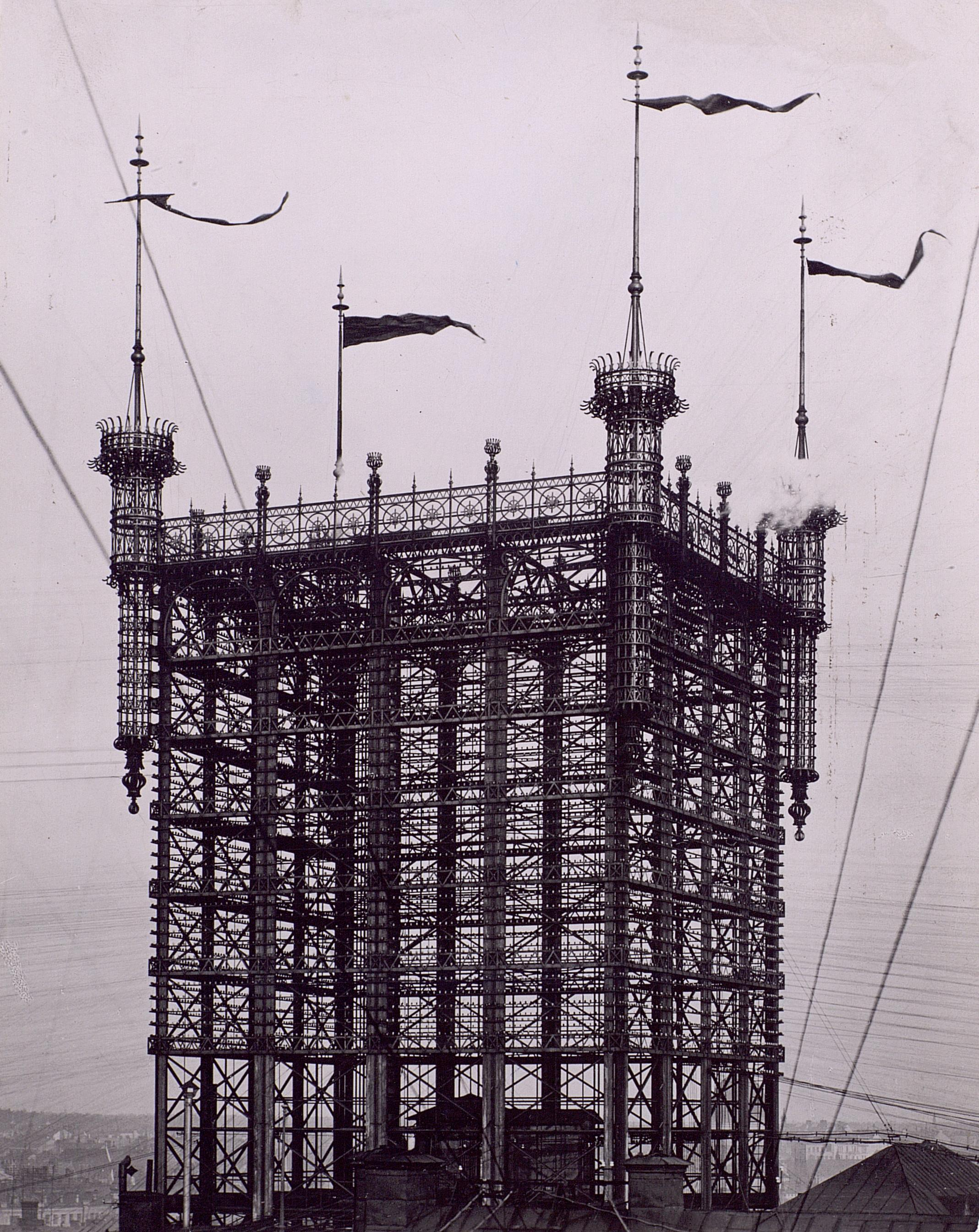
برج از نمای نزدیک
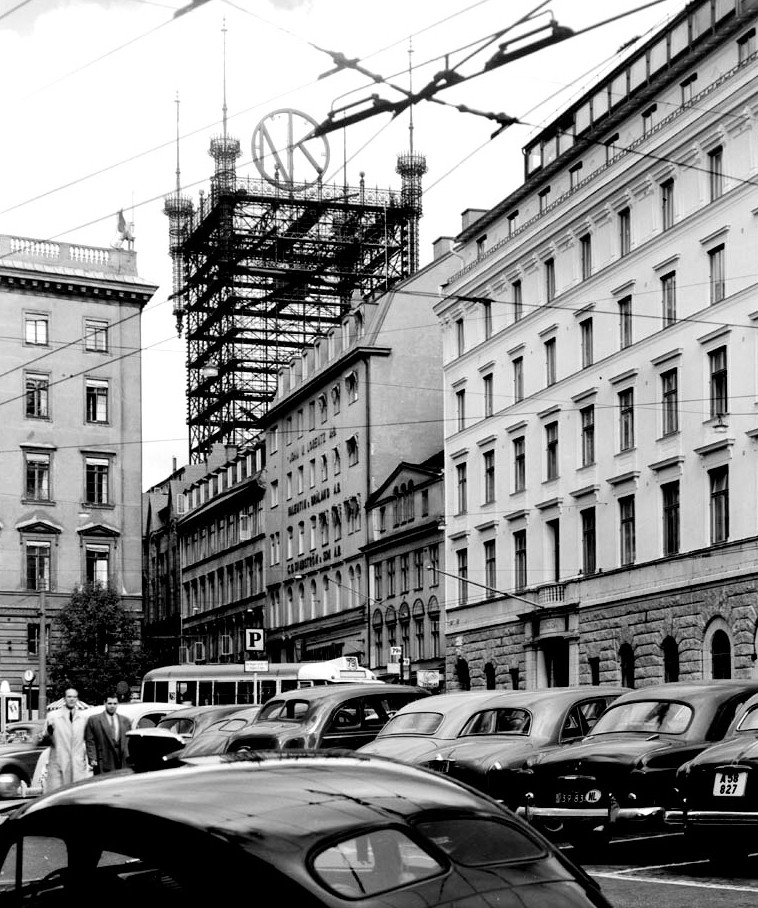
برج تلفن در سال ۱۹۵۲
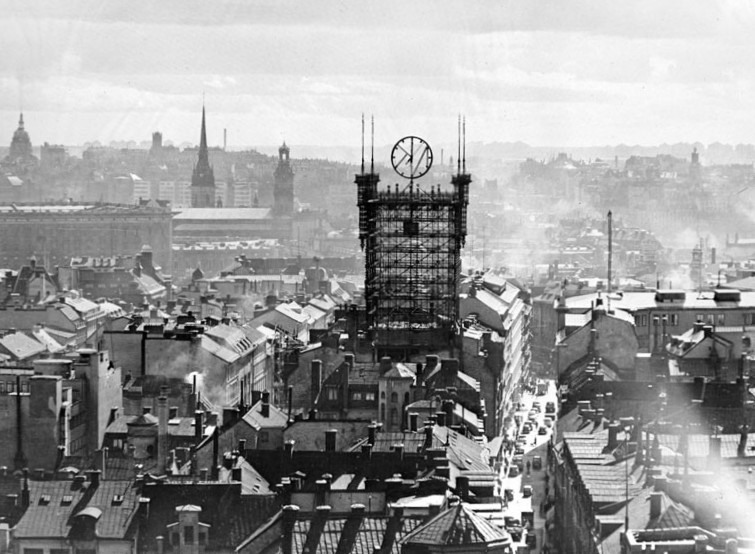
برج از دور در سال ۱۹۵۲